# Pfarrkirche St. Stephan (Gmünd)

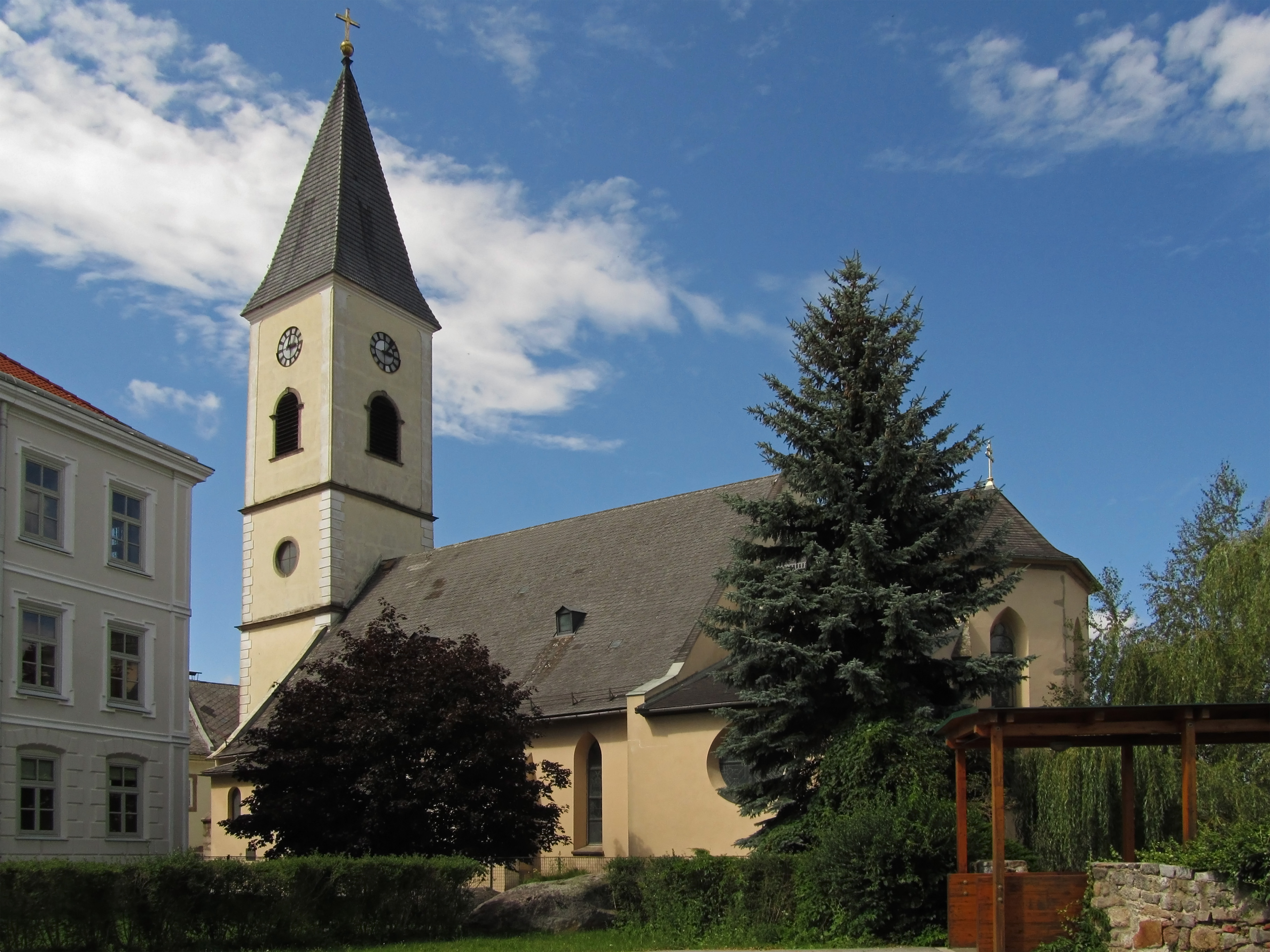
Pfarrkirche St. Stephan

Die Pfarrkirche St. Stephan ist ein römisch-katholisches Kirchengebäude in Gmünd in Niederösterreich. Sie ist dem Heiligen Stephanus geweiht. 

## Lage und Architektur

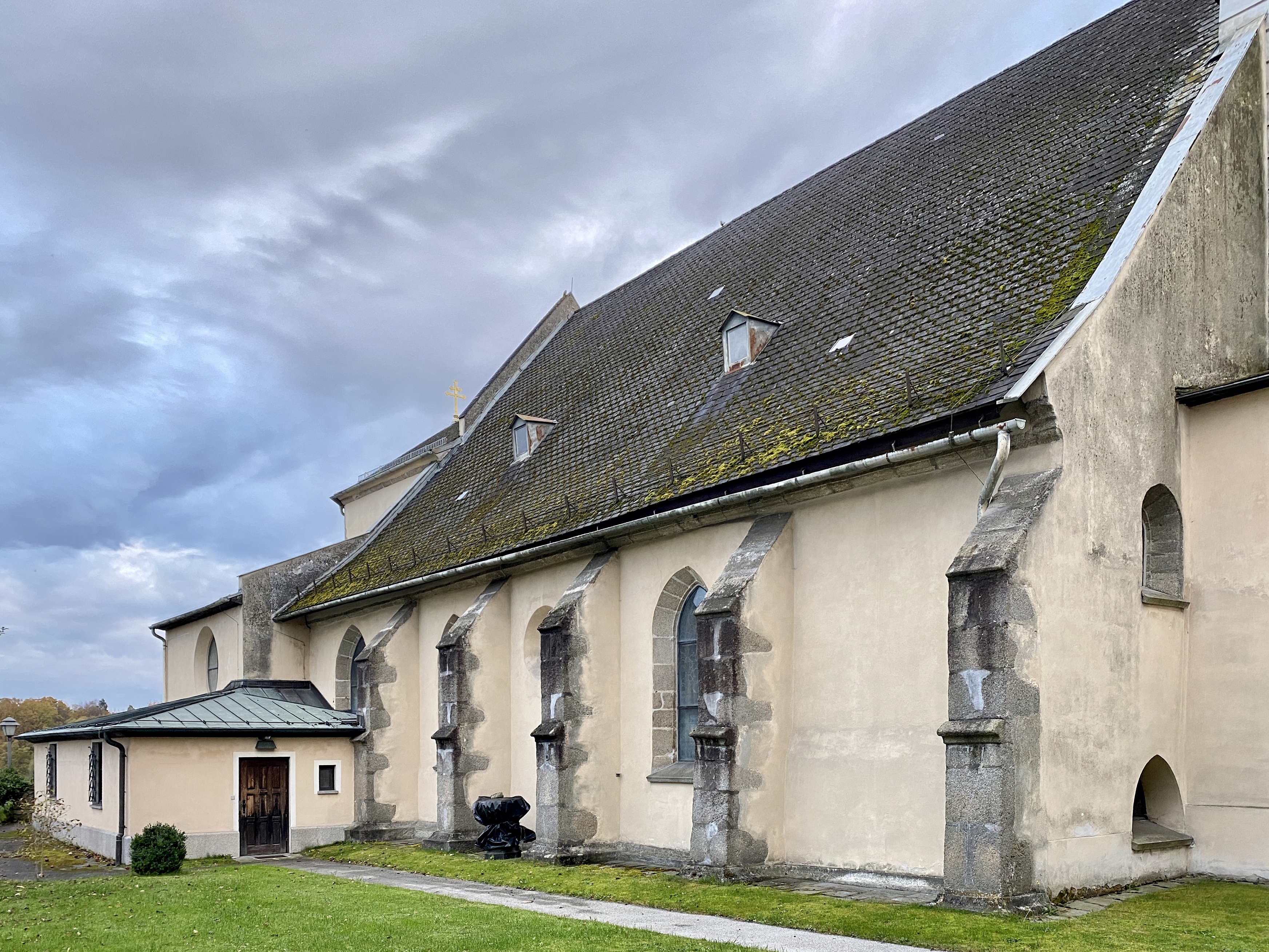
Nördliche Außenwand mit Sakristei

Die Pfarrkirche St. Stephan befindet sich im Nordosten der Marktsiedlung an einer Geländestufe über dem Fluss Lainsitz. 
Es ist eine dreischiffige Staffelkirche mit Westturm, die noch die Grundstruktur der romanischen Ostturmkirche enthält. Die Anfänge gehen in das Jahr 1200 zurück. Es sind noch Reste des romanischen Frieses der alten Außenmauer zu erkennen. Aus der romanischen Zeit ist außerdem ein Grabstein erhalten. Das Kreuzrippengewölbe stammt aus dem 15. Jahrhundert. Die Kirche wurde mehrmals umgebaut bzw. erweitert, sodass heute mehrere Baustile und Epochen in dem Gebäude zu finden sind. Die Kirche ist dem hl. Stephanus – dem ersten Märtyrer – geweiht. Die Wandmalereien, die teilweise erst Anfang des 20. Jahrhunderts und in den 1980er Jahren freigelegt wurden, datieren auf das 14. und 15. Jahrhundert. Die Glasmalereien aus dem Jahr 1903 schuf die Tiroler Glasmalerei.

## Einrichtung

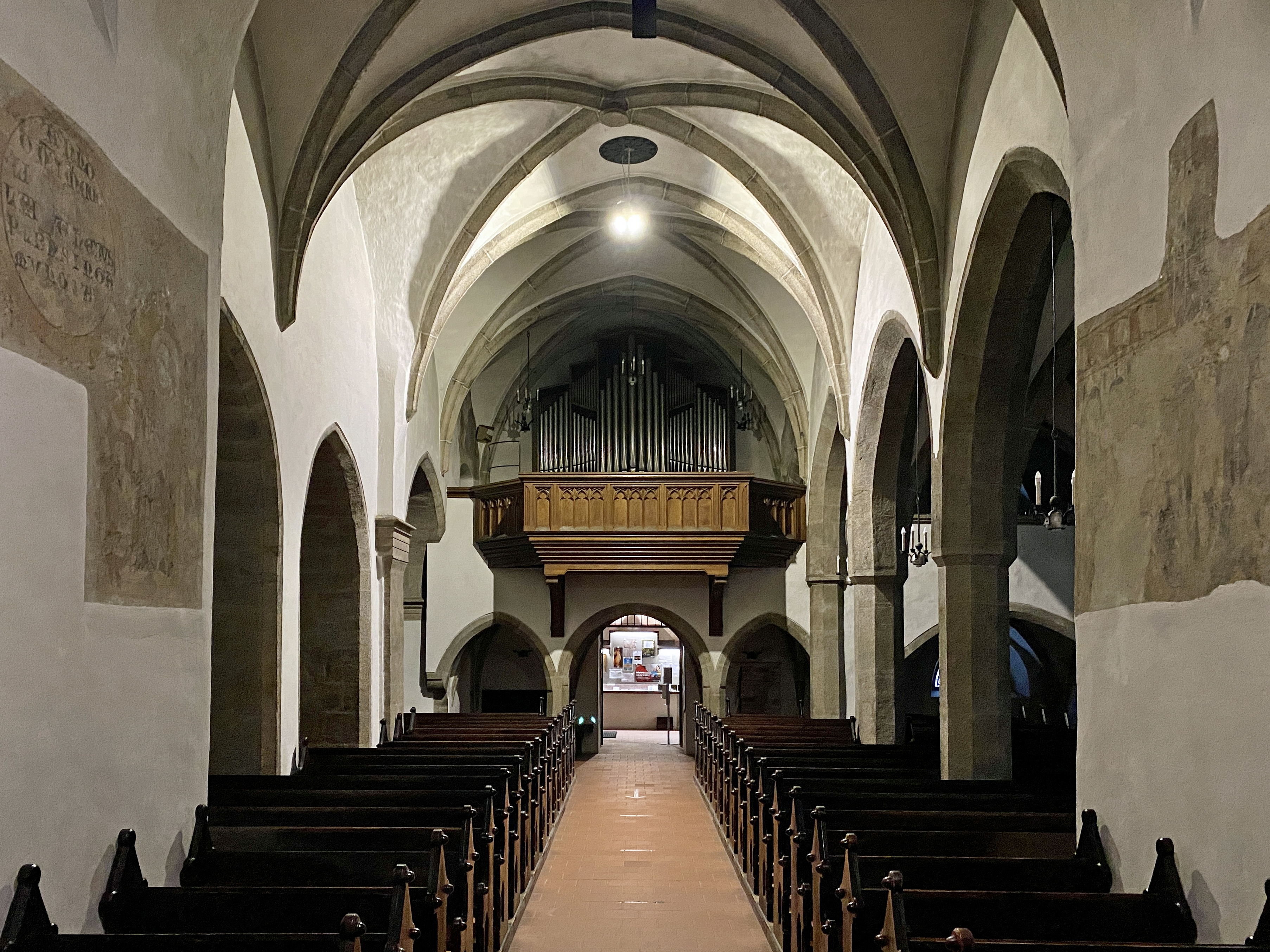
Innenraum mit Blick zur Orgelempore

Die neugotischen Altäre sind Werke des Bildhauers Johann Schönbauer aus Böhmisch Krumau. Am Hochaltar befinden sich Schreinfiguren, die die Heiligen Laurentius, Stephanus und Leopold darstellen. Im Gesprenge steht der Heilige Josef mit dem Jesuskind auf den Armen. Der linke Seitenaltar ist ein Marienaltar, der rechte ein Florianialtar. Auf der ehemaligen Kanzel sind Evangelisten-Reliefs und auf dem Taufstein ein neugotischer Aufsatz mit einer Johannes-der-Täufer-Figur angebracht. Die Pfeiler des ehemaligen Ostturmes sind mit zwei Fresken aus der Zeit um 1350 gestaltet.  
Die Orgel erhebt sich über der spätgotischen Musikempore, deren Brüstung mit neugotischen Formen verziert ist. Sie hat 14 Register, drei Koppeln und 1040 Pfeifen. Gebaut wurde sie 1968 von den Gebrüdern Krenn, Graz, und am 12. Oktober 1968 geweiht.
```
Der Turm enthält fünf 
Glocken
.
```

## Geschichte
In ihrem Kern ist die Pfarrkirche St. Stephan ein romanisches Gebäude mit nur einem Kirchenschiff, das zwischen Ende des 12. und Anfang des 13. Jahrhunderts erbaut wurde. An der Stadtmauer gelegen, diente die Kirche auch der Befestigung der Stadt. Vermutlich in der zweiten Hälfte des 13. Jahrhunderts wurde sie seitlich erweitert. Ihr Chor datiert ursprünglich auf den Beginn des 14. Jahrhunderts. Urkundlich erwähnt wurde die Kirche 1278/1280 als Sitz eines Vikariats und 1382 als Sitz einer eigenständigen Pfarre. Im 15. Jahrhundert wurden die Seitenschiffe und die Wölbung des Mittelschiffs ausgebaut. Bis 1794 war die Pfarrkirche von einem Friedhof umgeben.
Der bei einem Brand im Jahr 1852 zerstörte Ostturm wurde nicht wieder aufgebaut, an seiner Stelle erhielt die Pfarrkirche St. Stephan in den Jahren 1852 bis 1854 ihren Westturm. 1903 bekam die Kirche ihre neugotische Einrichtung. Restaurierungen erfolgten 1953 und 1978. Der Chor wurde 1981/1982 nach Plänen des Architekten Clemens Holzmeister erweitert. Im Jahr 2008 wurde der Platz vor der Kirche nach Clemens Holzmeister benannt.
Der Nationalratsabgeordnete Franz Ölzelt war von 1924 bis 1938 Pfarrer in Gmünd. Ferner wirkte der Heimatforscher und Dechant Rupert Hauer zwischen 1907 und 1913 hier als Kooperator, ehe er zur Leitung der Pfarre Großdietmanns berufen wurde. 

## Ehemalige Pfarrer
- 1640–1643: Johann Pregelius
- 1644–1645: Moritz Stark
- 1645–1653: Martin Holl
- 1653–1667: Michael Franz Wagner
- 1667–1673: Franz Dirnberger
- 1673–1683: Alexander Hagenleithner
- 1684–1688: Michael Wällisch
- 1689–1717: Heinrich Simon de Pluvia
- 1717–1742: Johann Frisch
- 1743–1765: Anton Marbacher
- 1765–1779: Anton Müllner
- 1779–1787: Leopold Weinpolter
- 1787–1789: Johann Walzer (Provisor)
- 1789–1803: Mathias Anton Lippa
- 1804–1811: Franz Hoffmann
- 1811–1823: Johann Baptist Schweiger
- 1824–1826: Jakob Schwibel
- 1826–1832: Alois Joseph Schrenck von Notzing
- 1832–1843: Jakob Mayer
- 1843–1854: Ignaz Zehentner
- 1854–1866: Johann Baptist Mayer
- 1866–1875: Franz Pöschl
- um 1880: Ignaz Blentzer
- 1885–1919: Ferdinand Höbarth
- 1919–1924: Emil Beichel
- 1924–1940: Franz Oelzelt
- 1940–1969: Johannes Weinberger
- 1969–1986: Otto Buchberger
- 1987–2022: Rudolf Wagner
- 2022–2024: Radosław Pleskot (Vikar)

Quelle Palznich, Franz: